# Thereza amabilis
Thereza amabilis is een hooiwagen uit de familie Gonyleptidae.